# Frederik Olsen
Frederik Emil Olsen (3 de octubre de 2002) es un deportista sueco que compite en taekwondo. Ganó una medalla de bronce en el Campeonato Europeo de Taekwondo de 2021, en la categoría de –58 kg.

## Palmarés internacional
| Campeonato Europeo | Campeonato Europeo | Campeonato Europeo | Campeonato Europeo |
| Año                | Lugar              | Medalla            | Categoría          |
| ------------------ | ------------------ | ------------------ | ------------------ |
| 2021               | Sofía (Bulgaria)   | Medalla de bronce  | –58 kg             |